# Dinempheria cobaltiella
Dinempheria cobaltiella är en tvåvingeart som beskrevs av Loïc Matile 1979. Dinempheria cobaltiella ingår i släktet Dinempheria och familjen svampmyggor.
Artens utbredningsområde är Centralafrikanska republiken. Inga underarter finns listade i Catalogue of Life.